# Symplectische meetkunde
Symplectische meetkunde is een deelgebied van de wiskunde dat geïnspireerd is door ideeën uit de analytische mechanica.

## Basisbegrippen
De centrale objecten van de symplectische meetkunde zijn symplectische vectorruimten en symplectische variëteiten. Het woord "symplectisch" is afkomstig van Hermann Weyl.
Een symplectische vectorruimte is een eindig-dimensionale reële vectorruimte, voorzien van een antisymmetrische, niet-ontaarde bilineaire vorm {\displaystyle \omega }, symplectische vorm genaamd. Dergelijke vectorruimten zijn altijd even-dimensionaal.
Een symplectische variëteit is een gladde variëteit, M, waarvan de vezels van de raakruimte TM symplectische vectorruimten zijn. De symplectische vorm {\displaystyle \omega }, opgevat als sectie van de vectorbundel
{\displaystyle T^{*}M\wedge T^{*}M}
(antisymmetrische cotensoren van rang 2), moet bovendien een gesloten vorm zijn, dat wil zeggen 
{\displaystyle d\omega =0.}

## Oorsprong in de mechanica
Joseph-Louis Lagrange bestudeerde vanaf 1808 de storingen van planeetbanen (hemelmechanica) en introduceerde daarbij zijn methode van de variatie der constanten voor het oplossen van gewone lineaire differentiaalvergelijkingen van de tweede orde. William Hamilton veralgemeende zijn techniek tot willekeurige mechanische systemen.
In de Hamilton-formulering van de analytische mechanica worden de bewegingsvergelijkingen van een mechanisch systeem afgeleid uit de energiefunctie H op de faseruimte. Dit is een ruimte waarin zowel de posities q als de snelheden (eigenlijk impulsen) p optreden als coördinaten. De bewegingsvergelijking is dan een (vectoriële) differentiaalvergelijking van de eerste orde.
{\displaystyle H=H(p,q),\ {\frac {dq}{dt}}={\frac {\partial H}{\partial p}},\ {\frac {dp}{dt}}=-{\frac {\partial H}{\partial q}}}
De faseruimte wordt nu opgevat als een symplectische variëteit. De raakruimte in een punt (q,p) is een symplectische vectorruimte. In twee dimensies heeft de symplectische vorm als matrix
{\displaystyle \omega (e_{i},e_{j})={\begin{pmatrix}0&1\\-1&0\\\end{pmatrix}},\ e_{1}=e_{q},\ e_{2}=e_{p}}
De bewegingsvergelijking voor een energiefunctie H wordt dan
{\displaystyle \left({\frac {dq}{dt}},{\frac {dp}{dt}}\right)=X}
Hierin is X de Hamiltoniaanse stroming, een vectorveld op de faseruimte dat gedefinieerd is door
{\displaystyle dH(.)=\omega (X,.)}
De Hamiltoniaanse mechanica onderscheidt ook een notie van volume in de faseruimte, de zogenaamde Liouville-maat. In de symplectische meetkunde komt dit overeen met de symplectische maat, d.i. het antisymmetrische tensorproduct van de symplectische vorm {\displaystyle \omega } met zichzelf, even vaak genomen als de helft van de dimensie.
De Hamiltoniaanse stroming, en dus ook de oplossing van de bewegingsvergelijking, bewaart de symplectische vorm en de symplectische maat.